# Prostata
Prostata, uttalas ['prostata] med betoning på första stavelsen, även kallad blåshalskörteln, är en körtel hos handjur, belägen vid urinrörets översta del, som producerar en del av det sekret som ingår i sädesvätskan. Ductus ejaculatorius, ejakulationskanalerna, passerar genom prostatan innan de går ut i urinröret. Prostatan hos en man är ungefär lika stor som en valnöt och den kan opereras bort om det finns tumör där och detta upptäcks i tid.

## Funktion
Prostatans funktion är att lagra och avge ett milt basiskt sekret, med ett mjölkaktigt utseende, som normalt är 20–30 procent av spermans totalvolym förutom spermierna och sädesblåsornas vätska. Alkaliteten hos prostatavätskan fortsätter försatsens arbete med att få en basisk miljö i urinröret, samtidigt som den utför sin huvuduppgift att neutralisera vaginans sura miljö, vilket förlänger spermiernas livslängd. Spermans alkalitet beror i första hand på prostatavätskan.
Prostatavätskan töms ut tillsammans med spermierna med den första fraktionen av ejakulatet. Om man jämför de spermier som kommer med prostatavätskan med det fåtal som kommer med sädesblåsans vätska så har de första bättre rörlighet, längre livstid och skydd för det genetiska materialet (DNA) än de sista. 
Prostatan har även en del glatt muskulatur som hjälper till att pressa ut sperma vid utlösning. Därför har den kallats mannens G-punkt, och orgasm kan uppnås vid såväl extern som intern stimulering.

## Sjukdomar relaterade till prostata
- Prostatacancer var den vanligaste cancerformen för män i Sverige år 2008.[4]
- Prostatit (inflammation i prostatan) är ganska vanligt. Den kan ha olika orsaker, såsom bakterier.[5]
  - Kronisk abakteriell prostatit/kroniskt bäckensmärtsyndrom.
- Benign prostatahyperplasi, godartad prostataförstoring, är en sjukdom som har samma symtom som prostatacancer, men som är helt ofarlig. Den beror på att prostatan vid stigande ålder växer en del och förändras, vilket kan leda till att den pressar på urinröret som går igenom prostatan. Detta i sin tur leder till svårigheter vid urinering.[6]

## Prostata hos kvinnor
År 2002 döptes den kvinnliga delen av könsorganet Skenes körtlar officiellt till den kvinnliga prostatan av The Federative International Committee on Anatomical Terminology.